# 科爾根 (北達科他州)
科爾根（英語：Colgan）是位於美國北達科他州迪瓦德縣的非建制地區。

## 歷史
科爾根的郵局於1905年設立，其後於1974年停運。

## 地理
科爾根所處的海拔為高於海平面648米（即2126英呎），而該地所採用的時區為UTC-6，即北美中部时区（CST）。同時該地設有夏令時間，為UTC-6調快一小時，即UTC-5（CDT）。